# Victor-Gabriel Lemaire
Pour les articles homonymes, voir Lemaire.
Victor-Gabriel Lemaire (3 juin 1839 - 17 mars 1907) est un administrateur colonial français, spécialiste du monde chinois.

## Biographie
Né en 1839, il débute dans la carrière consulaire dès 1855 comme interprète à Shanghai, avant d'être muté à Canton en 1859. Détaché auprès du commandant en chef du corps expéditionnaire en Chine en 1860 il est nommé chevalier de la Légion d'honneur en 1861. Il reste attaché à la légation de France à Pékin jusqu'en 1872.
À cette date, il est nommé consul de deuxième classe à Fou-Tchéou, puis à Canton en 1878, avant d'être élevé à la première classe en 1879, transféré à Hong Kong en 1881 et promu consul général à Calcutta en 1882. Rappelé à Shangaï en 1883, il est nommé le 6 septembre résident-général à Hué, où il reste jusqu'au 13 février 1886.
À son retour d'Indochine, il est élevé au grade d'officier de la Légion d'honneur et le gouvernement l'envoie représenter la France à la Commission de délimitation des États du Sultan de Zanzibar (avril-décembre 1886), en lui demandant de laisser Britanniques et Allemands agir à leur guise.
De 1887 à 1893, il reçoit la charge de la légation de France à Pékin, où il cherche à développer l'influence française. Il réussit à faire bâtir une cathédrale catholique à Pékin (l'ensemble épiscopal de Pé-Tang), mais échoue à réellement accroître l'importance économique de la France, alors que dans la même période, les Allemands ont signé plusieurs importants contrats.
Son long séjour en Chine lui a valu une connaissance approfondie de la politique comme de la langue de ce pays, bien que ses efforts pour faire comprendre l'intérêt d'améliorer les relations de la France avec ce pays n'aient pas été entendus.